# Uraniastrasse
Die Uraniastrasse ist eine ca. 650 m lange Strasse in Zürich. Ihr erster Teil wurde kurz nach der Jahrhundertwende im Rahmen der Sanierung der Altstadt im Stil des Historismus gebaut, der westliche Teil wurde in den 1930er-Jahren fertiggestellt.

## Verlauf

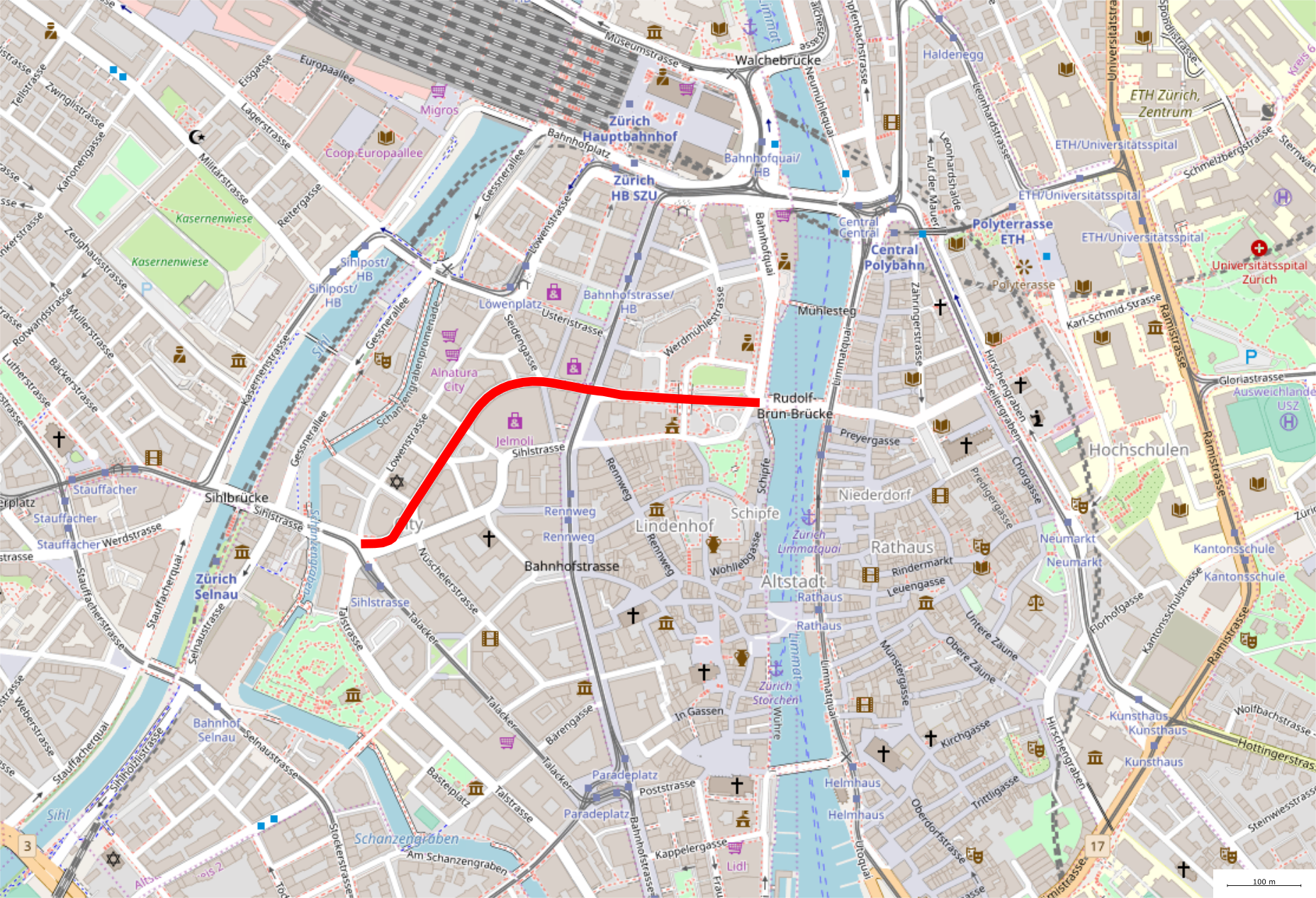
Uraniastrasse

Die Uraniastrasse führt von der Rudolf-Brun-Brücke zur Sihlporte, dem Standort eines ehemaligen Stadttors. Von der Kreuzung mit dem Bahnhofquai an der Limmat durchstösst sie den nördlichen Ausläufer des Lindenhof-Hügelzuges. Danach trifft sie auf den Verlauf des zugeschütteten Sihlkanals, dem sie gegen die ehemalige Fliessrichtung folgt. Die Uraniastrasse quert die Bahnhofstrasse und zieht durch Gebiet, das ausserhalb der historischen Kernstadt liegt. In diesem Bereich verläuft sie etwas nördlich der Sihlstrasse, die das Rennwegtor an der alten Stadtbefestigung mit der Sihlporte, dem Stadttor durch die neueren Schanzen, verband. Die Verkehrsachse der Uraniastrasse findet jenseits der Limmat in der Mühlegasse, die zum Seilergraben führt, ihre Fortsetzung.

## Geschichte

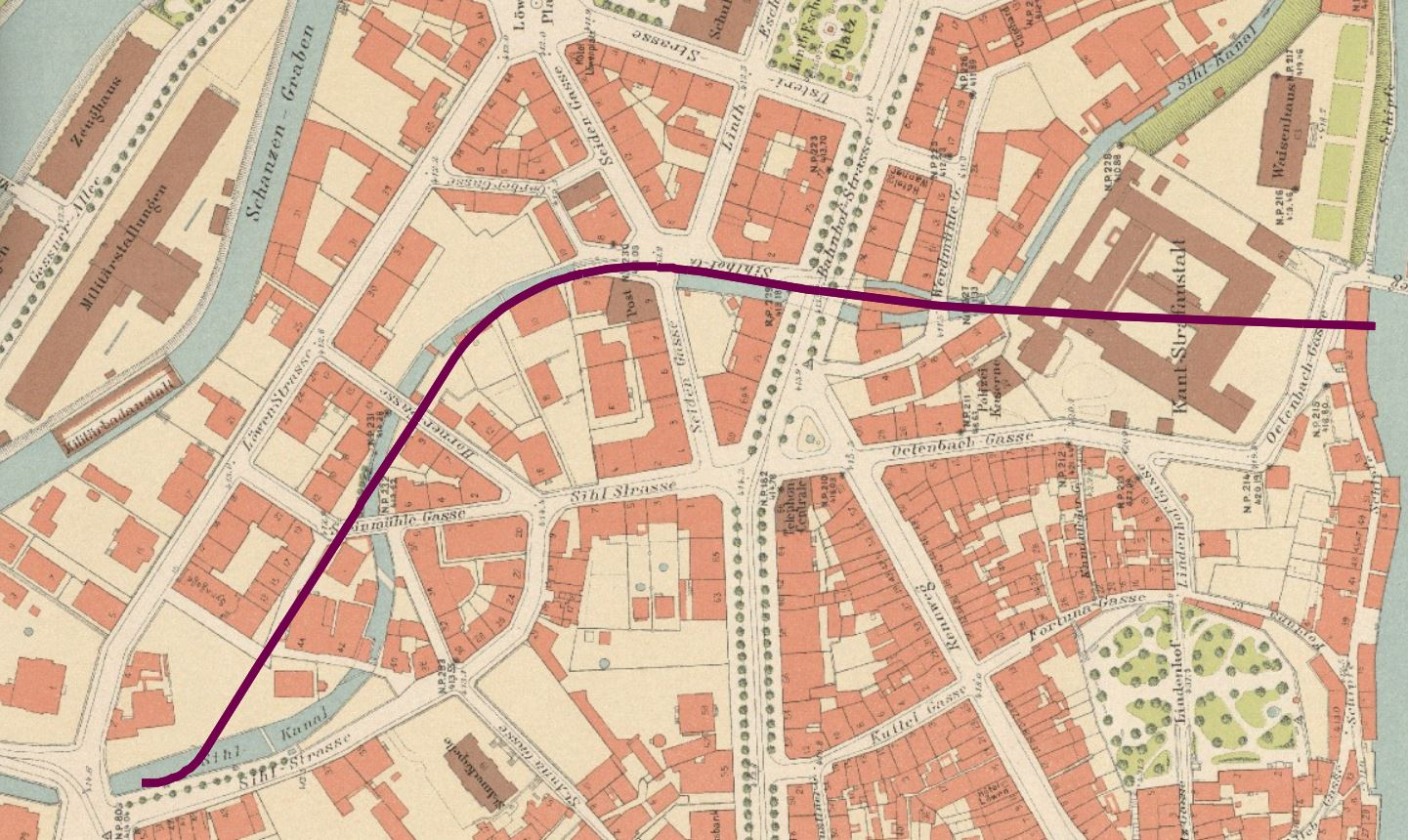
Sihlkanal auf dem Stadtplan von 1900, darüber ist der Verlauf der Uraniastrasse eingezeichnet

Zürich wuchs in der zweiten Hälfte des 19. Jahrhunderts stark über die historische Kernstadt hinaus. Zudem wurden 1893 Aussersihl und weitere Vororte eingemeindet. Die Schanzen der Stadtbefestigung waren schon 60 Jahre zuvor abgetragen worden. Durch den Bau des Bahnhofs, der Zuschüttung des Fröschengrabens und der Anlage der Bahnhofstrasse entstanden ausserhalb der Altstadt neue Zentren.
Unter der Leitung des Stadtbaumeisters Gustav Gull wurde ab 1893 eine neue Querachse von Aussersihl durch die Altstadt zum Seilergraben angelegt. Zu diesem Zweck wurde ein Teilstück des Sihlkanals in den Jahren 1901 bis 1902 trockengelegt und eingedeckt. In den Jahren 1904 bis 1905 wurde der Oetenbachhügel, auch Sihlbühl-Hügel genannt, soweit abgetragen, dass die Strasse auf dem Niveau des eingedeckten Sihlkanals bis zur Limmat geführt werden konnte.
Der Abschnitt Steinmühleplatz–Limmatquai wurde 1905 dem Verkehr übergeben. Der restliche Teil der Strasse bis zur Sihlporte wurde zwar schon nach der Einfüllung des Sihlkanals genutzt, aber erst in den 1930er Jahren auf die heutige Breite ausgebaut.
Die Uraniabrücke, die erst seit 1951 Rudolf-Brun-Brücke heisst, wurde 1913 eröffnet. Der obere Mühlesteg, Vorgängerin der Brücke, war in den 1870er Jahren bereits zur Fahrstrasse ausgebaut worden. Von Anfang an bis in die 1980er Jahre waren auf der Brücke und der Uraniastrasse bis zur Bahnhofstrasse auch Tramgleise verlegt. Die vom Limmatquai durch den ersten Teil der Uraniastrasse führende Tramlinie wurde aber schon früher eingestellt.
Im Gebiet des ehemaligen Klosters Oetenbach wurden von Gull mehrere neue Gebäude errichtet.

## Bebauung

### Verwaltungszentrum

Uraniastrasse mit Amtshäuser und Überführung der Lindenhofstrasse, im Hintergrund die Sternwarte

An der neuen Querachse sollte auch die Zentralverwaltung der Stadt entstehen, wobei der Verkehr mit einer Durchfahrtshalle durch das Hauptgebäude der Verwaltung hindurchgeführt worden wäre. 1902 beschloss der Stadtrat den Bau der Zentralverwaltung auf dem Areal der ehemaligen Werdmühle und des Klosters Oetenbach, wobei wegen des Ausbruchs des Ersten Weltkrieges nur ein Teil des von Gull stammenden Entwurfs umgesetzt wurde. Die von Gull projektierte und 1913 errichtete Überführung der Lindenhofstrasse diente als Verbindung zwischen den Amtshäusern III und IV.

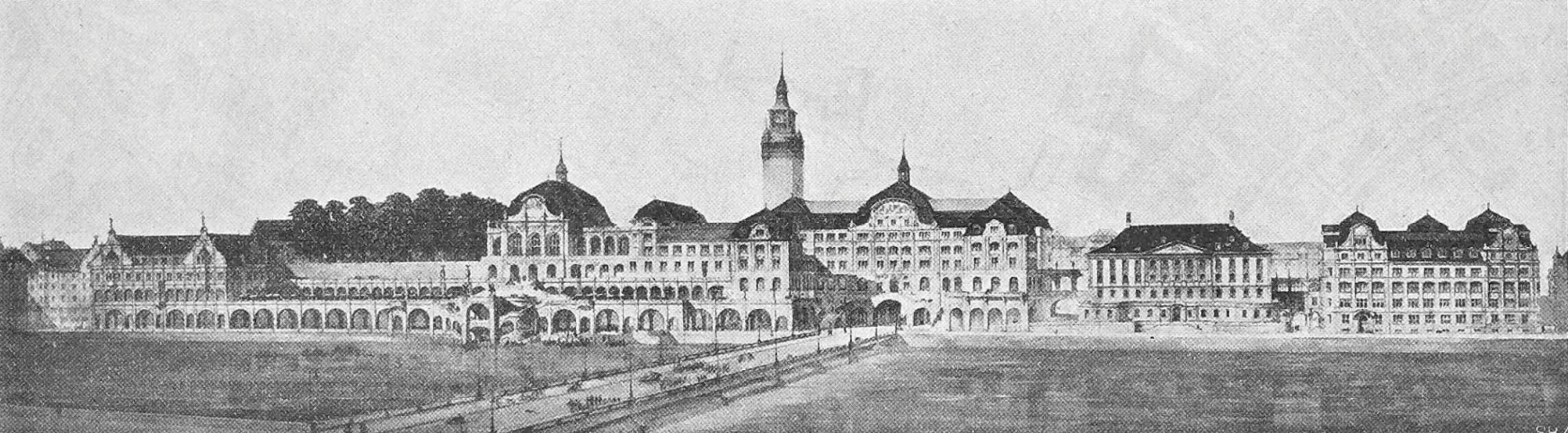
Projekt einer Zentralverwaltung von Gustav Gull

### Sternwarte Urania
Die Sternwarte wurde von Gustav Gull entworfen. Das Gebäude ist mit einem 48 m hohen oktogonalen Turm versehen und gilt als eine der ersten Betonbauten der Stadt. Das Teleskop stammte von Carl Zeiss. Der Turm wäre 1936 wegen defizitären Betriebs beinahe abgebrochen worden.

### Modissa-Haus

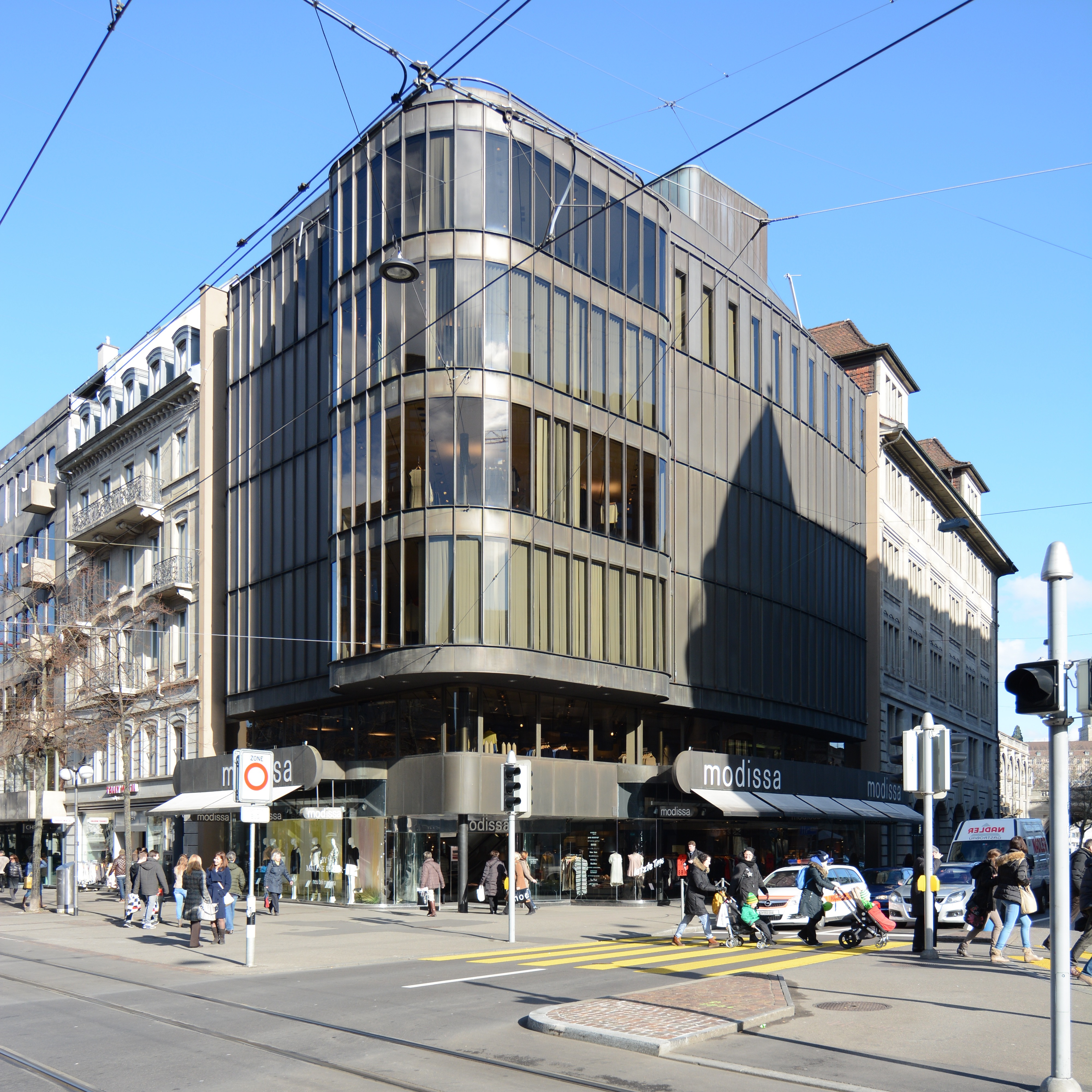
Modissa-Haus an der Kreuzung mit der Bahnhofstrasse

Das Modissa-Haus steht an der Ecke Bahnhofstrasse / Uraniastrasse und trägt die Hausnummer Bahnhofstrasse 74. Es wurde nach Plänen von Werner Gantenbein an der Stelle des ehemaligen Hauses zum Silberhof gebaut und 1975 eröffnet. Zusammen mit dem Bally-Haus an der Bahnhofstrasse 66 und dem Omega-Haus an der Bahnhofstrasse 64 gehört es zu den drei markanten Gebäuden an der Bahnhofstrasse, die nach dem Zweiten Weltkrieg Bauten im Stil des Historismus ersetzten. Das Haus hat eine charakteristische bronzenverkleidete Fassade mit beinahe rahmenlosen Fenstern. Trotz Kontroverse beim Bau steht das Gebäude heute unter Heimatschutz.

### Warenhaus Manor

Warenhaus Brann, später Manor, an der Kreuzung mit der Bahnhofstrasse

Das Warenhaus Manor steht an der Ecke Bahnhofstrasse / Uraniastrasse gegenüber dem Modissa-Haus. Es trägt die Hausnummern 75–79 der Bahnhofstrasse. Der Bau wurde 1920 bis 1912 nach Plänen des Architekturbüros Pfleghard und Häfeli im Auftrag von Julius Brann errichtet. Die Pfeilerfassade ist typisch für die damalige Warenhausarchitektur in den Städten Paris und Berlin. Das Warenhaus wurde bis 2020 von  der Manor AG gemietet.

### Warenhaus Jelmoli

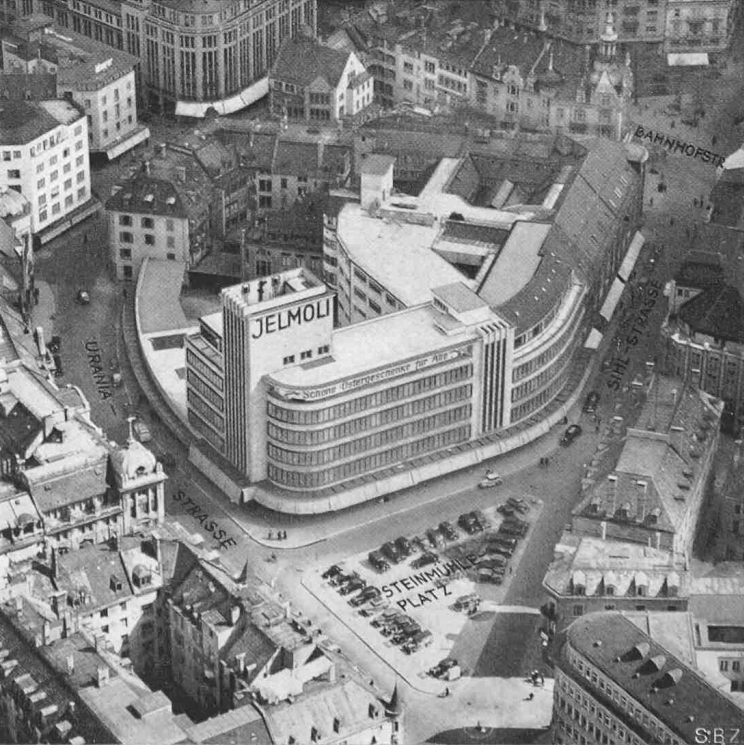
Jelmoli um 1940. Der Glaspalast liegt in der oberen rechten Ecke, vorne der markante Bau mit Turm aus den 1930er-Jahren

Zwischen Seidengasse und Horngasse steht das Warenhaus Jelmoli. Das Unternehmen wurde 1849 gegründet und errichtete 1899 eines der ersten Warenhäuser in Zürich an der Seidengasse 1. Der als Glaspalast bezeichnete Stahlskelettbau wurde in den 1930er Jahren durch Pfleghard und Haefeli zu einer Blockrandbebauung entlang der Strassen Seidengasse, Sihlstrasse, Horngasse und Uraniastrasse erweitert. Vor dem markanten Eckbau mit Turm an der Ecke Uraniastrasse-Horngasse entstand durch den Abbruch von Altliegenschaften der Steinmühleplatz.

### Geschäftshäuser Schmid- und Handelshof

Geschäftshäuser an der Sihlporte. Das Gebäude mit dem runden Innenhof ist der Schmidhof, dahinter der Handelshof mit den beiden Fassaden entlang der Uraniastrasse und der Sihlstrasse

Bei der Sihlporte entstand in den 1930er-Jahren ein Geschäftszentrum, das von drei Bauten dominiert wird: dem Geschäftshaus Sihlporte, dem Schmidhof und dem Handelshof. Die Uraniastrasse führt zwischen Schmid- und Handelshof  hindurch.

#### Schmidhof
Der Schmidhof wurde durch den Baumwollhändler Alwin Schmid in Auftrag gegeben und durch den Architekten Karl Knell-Brunner entworfen. Baubeginn war 1928/1929, Fertigstellung 1931. Der Bau ist vollständig von Strassen umschlossen und weist zwei Innenhöfe auf.

#### Handelshof
Der Handelshof steht dem Schmidhof gegenüber. Das Wohn- und Geschäftshaus wurde von der Genossenschaft Handelshof an Stelle der Steinmühle errichtet. Baubeginn war in den gleichen Jahren wie der Schmidhof. Als Novum hatte das Gebäude eine Tiefgarage für die Autos der Mieter. Die Fassade wird von horizontale Mauerbänder und Fensterreihen dominiert, die auch bei den abgerundeten Ecken nicht unterbrochen sind.